# کولماس
کولماس (انگلیسی: Kulmas) یک شهرک در شهرستان بلورتسکی باشقیرستان کشور روسیه است.